# Ермолай
Ермола́й (греч. Ἑρμόλαος) — мужское русское личное имя греческого происхождения. Является двухсоставным: первая часть состоит из имени Гермес (бог торговли), а вторая — слова «народ».
На Русь принесено вместе с христианством из Византии. Просторечной формой имени Ермолай возможно было имя Ермак (известный атаман казаков Ермак), которое давали в советское время. Один из сподвижников Александра Македонского носил имя Гермолай.
От имени производны русские фамилии Ермолаев, Ермолов, Ермолин.

## Именины
- Православные[1]: 8 августа.
- Католические[6]: 27 июля.

## Известные носители
- Ермолай Никомидийский — святой IV века.
- Ермолай Вымский — родоначальник князей Вымских и Великопермских.
- Ермолай-Еразм — русский писатель XVI века.